# Avga flava
Avga flava är en stekelart som beskrevs av Sergey A. Belokobylskij 1989. Avga flava ingår i släktet Avga och familjen bracksteklar. Inga underarter finns listade.